# الحلم الصيني
الحلم الصيني (simplified Chinese) هو مصطلح يرتبط ارتباطًا وثيقًا بـالررئيس الصيني Xi Jinping ، الأمين العام للحزب الشيوعي الصيني (CCP) والزعيم الاول للصين. بدأ شي في الترويج لهذه العبارة كشعار خلال جولة رفيعة المستوى لمعرض في المتحف الوطني الصيني في نوفمبر 2012 ، بعد وقت قصير من توليه قيادة الحزب الشيوعي الصيني. كان المعرض في ذلك الوقت يسمى «الطريق إلى التجديد الوطني»، وقال الرئيس الصيني «إن الحلم الصيني هو» تجديد كبير للأمة الصينية "" (中华民族伟大复兴؛中華民族 偉大 復興؛).
منذ ذلك الحين، أصبح استخدام هذه العبارة واسع الانتشار في الإعلانات والخطابات الرسمية وتجسيدًا للأيديولوجية السياسية للقيادة في عهد شي جين بينغ.حيث قال شي إن الشباب يجب أن «يجرؤوا على الحلم، والعمل الجاد لتحقيق الأحلام والمساهمة في إنعاش الأمة». هناك دلالات وتفسيرات مختلفة للمصطلح.

## تاريخيا

### الأدب الصيني
أن عبارة «الحلم الصيني» (中国梦) يتوافق مع فكرة المرتبطة بها من أمل لاستعادة السابقة السلالات عظمة الوطنية الضائع ' ولها أصول قديمة في التاريخ الأدبي والفكري الصيني. في كلاسيكيات الشعر (شي جينغ)، قصيدة «الربيع المتدفق» (下泉) يصف شاعرًا يستيقظ في حالة من اليأس بعد أن حلم بسلالة تشو الغربية السابقة. خلال عهد أسرة سونغ الجنوبية المضطربة، كتب الشاعر زينج سيكسياو قصيدة صاغ فيها عبارة «القلب مليء بالحلم الصيني (中国 梦)، القصيدة القديمة» الربيع المتدفق "."  علاوة على ذلك، أشارت الأعمال الأدبية والمسرحية الوطنية الشعبية في أوائل القرن العشرين في الصين أيضًا إلى «حلم الصين».

### الأدب الغربي
في عام 2008، نشر المهندس المعماري نيفيل مارس، والمؤلف أدريان هورنزبي، ومؤسسة ديناميكس سيتي كتاب الحلم الصيني - مجتمع قيد الإنشاء The Chinese Dream – a society under construction . يبحث الكتاب في الموجة الأولى من التحضر السريع في الصين أثناء انتقالها إلى اقتصاد السوق الاشتراكي. يتم دمج خرائط الأشكال المكانية الناشئة وتحليل عمليات التنمية الاقتصادية التي نشأت في الظروف القاسية في الثمانينيات والتسعينيات مع مفاهيم التخطيط التدريجي والصور الشخصية لمجتمع سريع التغير. على هذا النحو، فإنه يجمع مجموعة من الأبحاث لمعالجة المفارقات الرئيسية في صميم نضال الصين من أجل التغيير ومستقبل أكثر إنصافًا واستدامة.
وفقًا لنيفيل مارس، «الحاضر مستهلك للغاية لدرجة أن الحقائق السريعة تهدد بالقضاء على حلم الغد البطيء». الفرضية الشاملة للكتاب هي أن الصين تكشف عن علاقة مباشرة بين أشكالها الحضرية المتغيرة وأهدافها المجتمعية المتضائلة. كُتبت قبل ثماني سنوات من السنة الخمسية الثانية عشرة التي تحمل نفس العنوان الموضوعي «الحلم الصيني»، يقدم فكرة أن أنماط الصين الحضرية شديدة التجزئة وغير المتغيرة تحدد مسارًا لزيادة عدم الكفاءة والاعتماد على الطاقة. يقدم نيفيل مارس مصطلح "MUD Market-driven Unintentional Development " أو التنمية غير المقصودة المدفوعة بالسوق لوصف هذه الحالة الحضرية الهجينة الجديدة، ويقترح أن التخطيط نفسه يحتاج إلى إعادة تعريف جذريًا حتى يكون فعالًا ولا يساهم في التحضر السابق. خاتمة الكتاب هي «لا مدن جديدة» (杜绝新城)، والدعوة إلى نماذج لتطوير المراكز الحضرية والضواحي القائمة.
عام 2010، نشرت الكاتبة هيلين وانج كتابها الأول بعنوان «الحلم الصيني» . يستند الكتاب إلى أكثر من 100 مقابلة مع أعضاء جدد من الطبقة الوسطى في الصين. في الكتاب، لم يحدد وانغ الحلم الصيني؛ بدلاً من ذلك، نقلت آمال وأحلام الشعب الصيني من خلال صور حميمة لهذه التركيبة السكانية المتنامية.
ترجم كتاب إيريك هوفر 2010 الحلم الصيني إلى الصينية (中国 梦) ونُشر في الصين عام 2011. في عام 2012، نُشرت الطبعة الثانية من The Chinese Dream مع مقدمة بقلم اللورد وي. كتب وي في المقدمة:

### صحيفة نيويورك تايمز

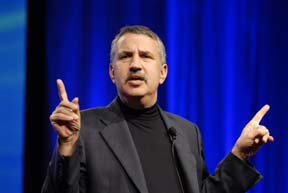
يُنسب مقال توماس فريدمان في صحيفة نيويورك تايمز إلى الترويج لعبارة «الحلم الصيني» في الصين، بعد إجراء مقابلة مع نيفيل مارس في بكين عام 2006، حول تأثير التحضر كما تم استكشافه في كتابه «الحلم الصيني - مجتمع قيد الإنشاء».

تنسب المجلة البريطانية The Economist الفضل إلى عمود كتبه الصحفي الأمريكي توماس فريدمان لنشره المصطلح في جمهورية الصين. كانت ترجمة مقال فريدمان، «الصين تحتاج حلمها الخاص»، المنشورة في صحيفة نيويورك تايمز (أكتوبر 2012)، شائعة على نطاق واسع في الصين. يعزو فريدمان هذه العبارة إلى بيغي ليو، مؤسسة منظمة JUCCCE البيئية غير الحكومية. وفقًا لإيزاك ستون فيش، المحرر السابق لقسم آسيا في مجلة فورين بوليسي ، قال فريدمان: «أنا لا أستحق سوى جزء من التقدير... كيفية تعريف الصينيين بمفهوم الاستدامة».
أشار جيمس فالوز من دورية ذي أتلانتيك إلى أن هذه العبارة قد استخدمت كثيرًا في الماضي من قبل الصحفيين. ويذكر كتاب ديبورا فالو الحلم بالصينية ، ومقاله الخاص «ما هو الحلم الصيني؟»، وكتاب جيرالد ليموس نهاية الحلم الصيني كأمثلة. رداً على فالوز، تستشهد الإيكونوميست بمقال في شينخوا ديلي تلغراف ينسب الفضل مباشرة إلى فريدمان.
تكتب الإيكونوميست أن الإشارات إلى مقال فريدمان قد ظهرت أيضًا في وسائل الإعلام الصينية الأخرى، بما في ذلك ترجمة في The References News ، في مقال كتب لمكتب معلومات مجلس الدولة الصيني، على غلاف مجلة Oriental Outlook باعتباره التعليق الرئيسي، في مقال في مجلة نشرته فرونت لاين Frontline، وفي مقال لصحيفة محلية كتبه سفير الصين في رومانيا هوو يوزين. في مقدمة عدد «الحلم الصيني» في آفاق الشرق ، ذكر المحرر أن "المؤتمر الوطني الثامن عشر للحزب الشيوعي الصيني انعقد في 8 نوفمبر. "هل لدى الجيل القادم من القادة الصينيين" حلم صيني "يختلف عن" الحلم الأمريكي "؟ . . . . كان هذا سؤالاً طرحه توماس فريدمان، أحد أكثر الشخصيات الإعلامية نفوذاً في أمريكا ".

### الرئيس شي جين بينغ

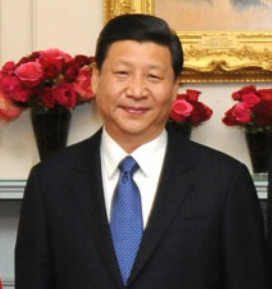
تبنى الرئيس الصيني شي جين بينغ شعار "الحلم الصيني" في عام 2013.

بعد أن أصبح الأمين العام للحزب الشيوعي الصيني في أواخر عام 2012 ، أعلن شي جين بينغ ما سيصبح السمة المميزة لإدارته. وقال إن «الحلم الصيني» هو «التجديد العظيم للأمة الصينية». يوصف حلم شي الصيني بأنه تحقيق المئوية الثانية: الهدف المادي المتمثل في أن تصبح الصين «مجتمعًا رغيد الحياة إلى حد ما» بحلول عام 2021 ، والذكرى المئوية للحزب الشيوعي الصيني، وهدف التحديث المتمثل في أن تصبح الصين دولة متطورة بالكامل بحلول عام عام 2049 ، الذكرى المئوية لتأسيس جمهورية الصين الشعبية.
في مايو 2013 ، دعا شي جين بينغ الشباب إلى «الجرأة على الحلم والعمل الجاد لتحقيق الأحلام والمساهمة في إنعاش الأمة». ودعا الحزب والحكومة على كافة المستويات إلى تسهيل الظروف المواتية لتطورهم الوظيفي. وحث شي جين بينغ الشباب على «الاعتزاز بالشباب المجيد، والسعي بروح الريادة والمساهمة بحكمتهم وطاقتهم في تحقيق الحلم الصيني».
وفقًا لمقال رأي بقلم روبرت لورانس كون، نشرته صحيفة تشاينا ديلي الحكومية الصينية، فإن الحلم الصيني يتكون من أربعة أجزاء: «الصين القوية»، و «الصين المتحضرة»، و «الصين المتناغمة»، و «الصين الجميلة».
يقول خون إن "الحلم الصيني يوصف بأنه تحقيق" المئتين "، وهو مفهوم روج له شي جين بينغ، مضيفًا أن" الهدف المادي المتمثل في أن تصبح الصين «مجتمعًا رغيد الحياة إلى حد ما» بحلول عام 2020 "و" التحديث هدف أن تصبح الصين دولة متطورة بالكامل بحلول عام 2050 ".
ذكرت مجلة الإيكونوميست أن شي جين بينغ «رأى الحلم الأمريكي عن كثب، بعد أن أمضى أسبوعين في عام 1985 مع عائلة ريفية في ولاية أيوا. (أعاد زيارتها خلال رحلة إلى أمريكا العام الماضي كقائد في الانتظار.)» منذ طرح الفكرة من قبل شي في نوفمبر 2012 وكررها في مناسبات عديدة مهمة، أمر رئيس الدعاية للحزب الشيوعي الصيني، ليو يونشان، بإدراج مفهوم الحلم الصيني في الكتب المدرسية.
في مقال لصحيفة هافينغتون بوست Huffington Post ، كتب عالم <u>الخطيئة</u> الفرنسي ديفيد جوسيت (高大伟) قدم فكرة أن ما يسمى بـ «أسلوب ليوان Liyuan Style» هو توضيح لحلم الصين. قال جوسيت إن السيدة الأولى الجديدة للصين بنغ ليوان تقع عند تقاطع ما أسماه «الصين الحديثة» و «الصين الحضارية» و «الصين العالمية».

## التفسيرات

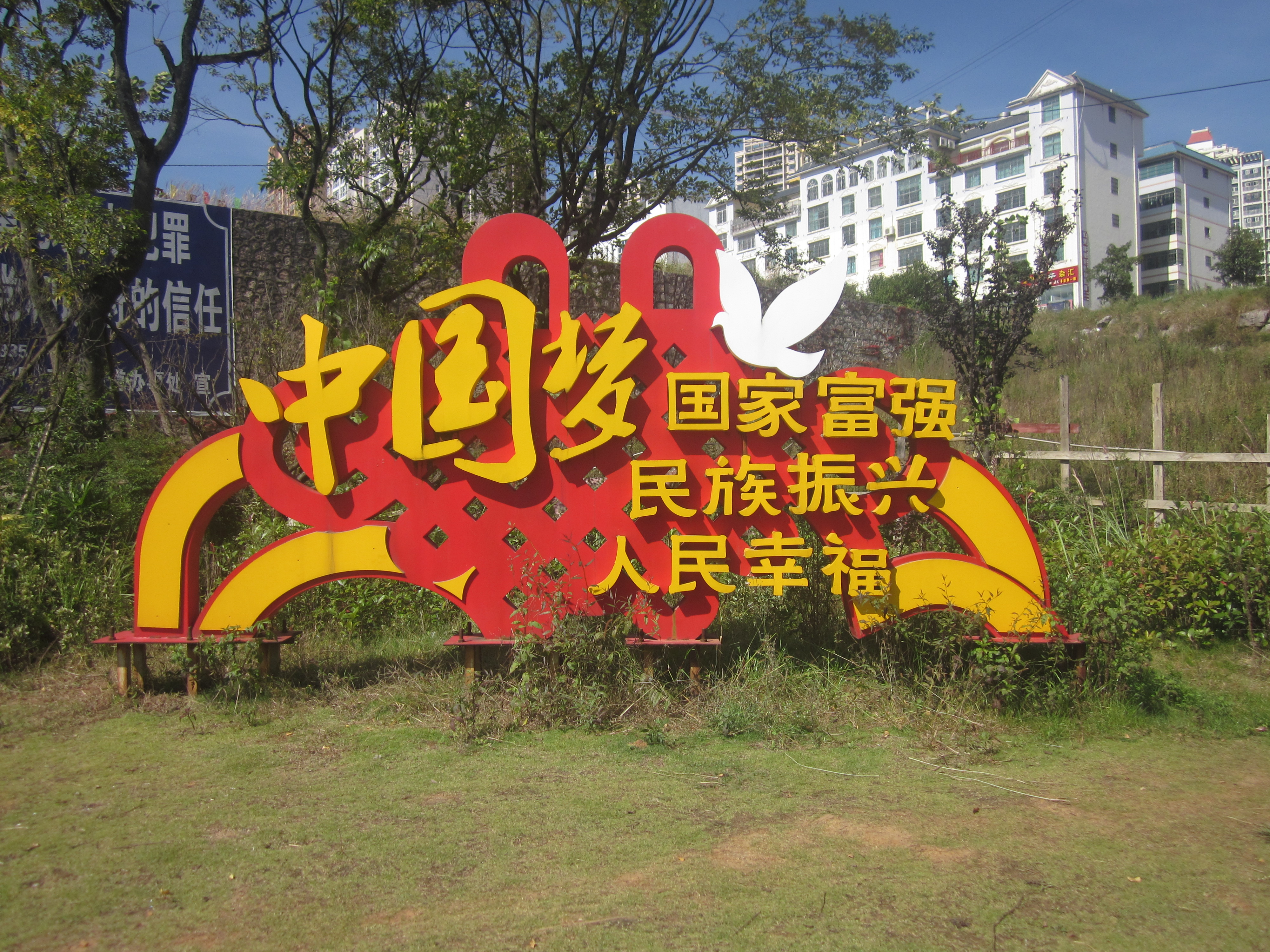
"الحلم الصيني" في ساوث ليك بارك ، بانتشو ، قويتشو ، الصين ، في 1 نوفمبر 2019.

تم تعريف الحلم الصيني بشكل غامض وغير واضح، وقد أدى إلى تفسيرات متعددة تصف معنى العبارة.

### مقارنة بالحلم الأمريكي
كانت الكاتبة هيلين وانج من أوائل من ربطوا الحلم الصيني بالحلم الأمريكي. في كتابها «الحلم الصيني» ،  كتبت وانغ: «الحلم الصيني، أخذ عنوانه من الحلم الأمريكي، في إشارة إلى مفهوم يسهل التعرف عليه. . .» تحاول وانغ إثبات أن الشعب الصيني لديه أحلام مماثلة لأحلام الشعب الأمريكي. كتب وانغ: «هذه الطبقة الوسطى [الصينية] الجديدة، التي بالكاد كانت موجودة قبل عقد من الزمن، ستصل إلى حجم أكثر من أميركتين في غضون عقد أو عقدين. يبلغ عددهم مئات الملايين، ولديهم نفس الآمال والأحلام التي لدينا: أن نتمتع بحياة أفضل، وأن نوفر لأطفالنا حياة أفضل. . . .» كما زعم وانغ أن «الشعب الصيني يجب أن يحدد حلمه».
وفقًا لشي يوجي، الأستاذ في جامعة سنغافورة الوطنية، فإن الحلم الصيني يدور حول الرخاء الصيني والجهود الجماعية والاشتراكية والمجد الوطني. قارن تشي العلاقة بين العبارة والحلم الأمريكي.

### إحياء القومية العرقية
يُنظر إلى الحلم الصيني على أنه دعوة لتأثير الصين الدولي المتزايد. يشير تشي جين بينغ إلى الحلم كشكل من أشكال التجديد الوطني. يشعر الشباب الصينيون بالغيرة من التأثير الثقافي الأمريكي ويأملون أن تتمكن الصين يومًا ما من منافسة الولايات المتحدة كمصدر ثقافي. يدعم أفراد الجيش الصيني التطور العسكري للصين، معتبرين أن «حلم الأمة القوية بإحياء عظيم للشعب الصيني» لا يمكن أن ينجم إلا عن «حلم الجيش القوي». روج وزير خارجية الولايات المتحدة السابق جون كيري لفكرة «حلم المحيط الهادئ» لاستيعاب صعود الصين من خلال التعاون الإقليمي على المصالح المشتركة مثل البيئة والنمو الاقتصادي.
تستخدم العبارة في الدعاية المحلية الصينية. في أغسطس 2014 ، أعلنت السلطات المحلية في مقاطعة تشيرشين (مقاطعة Qiemo)، «تدابير حافزة لتشجيع التزاوج بين الأويغور والصينيين»، بما في ذلك مكافأة نقدية قدرها 10000 يوان صيني (1450 دولارًا أمريكيًا) سنويًا لأول خمس سنوات لمثل هؤلاء المتزوجين بالإضافة إلى تفضيلية العلاج في التوظيف والسكن بالإضافة إلى التعليم المجاني للأزواج وأولياء أمورهم وذريتهم. لاحظ سكرتير الحزب الشيوعي الصيني في مقاطعة تشو شين:
الحلم الصيني هو أيضًا عملية لتعزيز التجديد الوطني من خلال السياسة العرقية المحلية. في عام 2012 ، عندما اقترح شي جين بينغ لأول مرة "الحلم الصيني" خلال زيارته لمعرض "الطريق إلى التجديد"، اقترح أن "تحقيق التجديد العظيم للأمة الصينية هو أعظم حلم للأمة الصينية في العصر الحديث". في السنوات القليلة المقبلة، صاغ شي سياسات عرقية جديدة لتحقيق تجديد شباب الأمة الصينية. الهدف من تحقيق التجديد الوطني هو خلق " دولة قومية  واستبدال هويات الأقليات العرقية بهوية صينية. تهدف الحكومة المركزية إلى تعزيز السيطرة على الأقليات العرقية من خلال مشروع استيعاب وإخضاع الأقليات العرقية للحكم الحصري للحزب الشيوعي الصيني.

#### سياسة minzuللجيل الثاني في عام 2012
الغرض من سياسة الجيل الثاني العرقية هو التعاون مع مشروع الاستيعاب العرقي كجزء من «التجديد الوطني» لإنشاء «دولة قومية صينية» كاملة. يقترح بعض العلماء أن الجيل الأول من السياسة يركز على الاعتراف بـ 56 جنسية (مينزو) والحفاظ على الوحدة الوطنية مع تطوير جميع المجموعات. تم تقديم سياسة الجيل الثاني العرقية في الأصل بما يتماشى مع نظرية «التجديد الوطني» التي وضعها شي جين بينغ للحلم الصيني. تم اقتراحه لأول مرة في عام 2011 من قبل باحثين صينيين من معهد الظروف الوطنية بجامعة تسينغهوا، Hu Lianhe و Hu An'gang. يقترح هو وهو أن إثبات التعددية الثقافية في الولايات المتحدة والبرازيل والهند باعتماد نموذج «بوتقة الانصهار العرقي» يمكن أن يثبت صحة سياسات الجيل الثاني العرقية في الصين. نشر هو وهو ورقتهما الثانية لعام 2012 لتعميق البحث حول العلاقة بين التجديد الوطني وسياسة الجيل الثاني مينزو. يقترحون أن تحقيق الحلم الصيني يجب أن يعتمد على اندماج شعوب الصين في عرق قومي واحد (جو زو). إن تعميق تبني الأقليات العرقية لهوية الأمة الصينية هو الدافع الرئيسي لسياسة الجيل الثاني العرقية. والغرض من ذلك هو ترسيخ هوية وطنية موحدة في ظل النظام الشيوعي. لذلك، فإن سياسة الجيل الثاني العرقية هي تنوير السياسة العرقية في عهد شي.

#### «الاختلاط العرقي» بعد 2014
السياسة الجديدة «الاختلاط العرقي» (جياو رونغ) التي اقترحها شي في عام 2014 هي سياسة استيعاب تستند إلى «التكامل الوطني» و «الوحدة الوطنية». حضر شي منتدى عمل شينجيانغ الثاني، وأكد أن،
لم يتم الإعلان عن مجموعة وثائق المنتدى الكاملة. في خطابه، شدد شي على مصطلح «التكامل الوطني» عدة مرات. هدفه هو تأسيس هوية وطنية موحدة بين كل مجموعة عرقية واستبدال الهويات العرقية بـ «العرق الصيني» (Zhonghua minzu). إن جوهر سياسة «الاختلاط العرقي» هو خطوة تضاف إلى نظرية «بوتقة الانصهار» لسياسة الجيل الثاني العرقية. بالنسبة لنظام شي، فإن إنشاء الهوية الموحدة للأمة الصينية هو عامل رئيسي في تحقيق التجديد العظيم للحلم الصيني؛ ولكن بعض العلماء يقولون ان حملة إحياء الوطنية سيجعل الصين تفقد التنوع الثقافي و«indigeneity» (tuzhuxing). 

#### الإبادة الجماعية الثقافية منذ عام 2017
يدعي العلماء أن تنفيذ سياسة «الاختلاط العرقي» من قبل الحكومة تطور إلى إبادة ثقافية منذ عام 2017. الفترة من 2017 إلى 2020 هي المرحلة التي اتخذت فيها الحكومة تدابير صارمة لتنفيذ استيعاب الأقليات العرقية. الإبادة الجماعية الثقافية هي مرحلة تعميق تدمير الهوية الجماعية للأقليات العرقية. كانت المادة 14 هي اللوائح الجديدة لوضع الأسس لإنشاء نظام «إعادة تعليم» للاعتقال الجماعي. أصدرت الحكومة الصينية لوائح جديدة على أساس «إزالة التطرف من المسلمين» في المادة 14. تهدف معسكرات الاعتقال في شينجيانغ إلى تدمير ديانة الأويغور وهويتهم من خلال تحول تعليمي جماعي. منذ عام 2018، شجعت الحكومة أيضًا الزواج المختلط بين الأويغور وشعب الهان لتحقيق «التكامل العرقي». توجد نسبة كبيرة من شباب الأويغور في معسكرات إعادة التأهيل وتم إبعادهم عن الحياة الاجتماعية الأويغورية؛ وأشارت شابة من الأويغور، تدعى بهار، إلى أن «هذا الغياب يزيد الضغط الاجتماعي الجديد للزواج من رجال الهان». منذ عام 2014، تم إنشاء تنفيذ تجريبي لمشروع الزواج المختلط في بعض الأماكن في شينجيانغ. أنشأت الحكومة المحلية لمقاطعة Qiemo في شينجيانغ لائحة جديدة في عام 2014، تسمى «فيما يتعلق بالإجراءات التحفيزية للأسر التي تشجع التزاوج بين الأقليات العرقية وهان». هذه السياسة سخية للغاية فيما يتعلق بعائلات التزاوج العرقي الهان، مع إعطاء الأولوية في الاعتبار والحسم في السياسة والإسكان وتوظيف الأطفال، بما في ذلك جائزة 10000 يوان سنويًا لمدة لا تزيد عن خمس سنوات متتالية ودروس مجانية لأطفالهم من المرحلة الابتدائية من المدرسة إلى المدرسة الثانوية، إلخ. يدعي جيمس أ. ميلوارد، الباحث في شينجيانغ بجامعة جورج تاون، أن «الجهود التي ترعاها الدولة في» المزج «و» الاندماج «سترى من قبل الأويغور في الصين أو من قبل منتقدي الصين في أي مكان على أنها تهدف حقًا إلى استيعاب الأويغور في الهان. حضاره.»  يعد تنفيذ سياسة الزواج المختلط خطوة نحو التكامل الوطني للحكومة الصينية وسيتم تحقيق تجديد شباب الأمة الصينية. سوف تصبح الأقليات العرقية ضحايا حملة «النهضة الوطنية» في الحلم الصيني.

### الإصلاح الاقتصادي والسياسي
ينظر بعض المسؤولين الحكوميين والنشطاء إلى الحلم الصيني على أنه ضرورة للإصلاح الاقتصادي والسياسي. يتطلب الحفاظ على النمو الاقتصادي للصين إصلاحًا اقتصاديًا يشمل التحضر، والحد من البيروقراطية الحكومية، وإضعاف قوة المصالح الخاصة. لقد عرّف الليبراليون الصينيون الحلم الصيني بأنه حلم دستورية. حاولت صحيفة Southern Weekly ، وهي صحيفة ليبرالية مقرها في غوانغتشو، أن تنشر افتتاحية بعنوان «الحلم الصيني: حلم دستورية» دعت إلى فصل السلطات، لكن السلطات خضعت للرقابة. يدعم كل من شي جين بينغ ورئيس مجلس الدولة لي كه تشيانغ الإصلاح الاقتصادي، لكنهما ابتعدا عن مناقشة الإصلاح السياسي. قال رئيس مجلس الدولة لي «ولكن مهما كانت المياه عميقة، فإننا سنخوض في المياه. هذا لأنه ليس لدينا بديل. الإصلاح يتعلق بمصير بلدنا ومستقبل أمتنا». وبحسب مصادر رسمية للحزب، فإن الحلم الصيني هو «جوهر الاشتراكية ذات الخصائص الصينية».

## تفاعلات
في أكتوبر 2015 ، تحدث رودريك ماكفاركوهار، خبير الصين في جامعة هارفارد، في مؤتمر حول الماركسية في بكين. وقال إن حديث الزعيم الصيني شي جين بينغ عن ما يسمى بـ «الحلم الصيني» «لم يكن فلسفة متماسكة فكريا وقوية وواسعة النطاق اللازمة لمواجهة الأفكار الغربية.» 
علق رافي كانت، كاتب مالي، في صحيفة آسيا تايمز بأن Xi Jinping نفسه يمنع الشعب الصيني من تحقيق أحلامه. وقال إن الكثير من صعود شي يمكن أن يُعزى إلى إيمانه بفاجيا ، والتي تؤكد على القوة والسلطة المطلقة للحاكم. قارن وقارن بين شي ودنغ شياو بينغ، الذي كان يؤمن بتمكين الناس بدلاً من القادة، والذي ساهمت سياسته في النهوض الاقتصادي للصين. قال كانط: «الرجل الوحيد الذي يقف بين الشعب الصيني والحلم الصيني هو شي جين بينغ.» 
قال ديريك هيرد، الخبير في الشؤون الصينية بجامعة لانكستر، إن شي جين بينغ بنى القيم الكونفوشيوسية، بما في ذلك وجهات النظر المحافظة حول دور المرأة الصينية في الأسرة، في حلمه الصيني بإحياء القومية. ذكرت صحيفة وول ستريت جورنال أنه في عهد شي، جاءت الشعارات السياسية الجديدة التي تؤكد على «الأسرة، التربية الأسرية وفضائل الأسرة» أو «تمرير الجين الأحمر» جنبًا إلى جنب مع الجهود لفرض الرقابة على الأصوات المتعلقة بحقوق المرأة.
وفقا لبعض المعلقين، فإن «التجديد العظيم للأمة الصينية» (中华民族伟大复兴)، الذي يقوم عليه الحلم الصيني، هو ترجمة خاطئة. أفضل ترجمة لهذه العبارة ستكون «التجديد العظيم للعرق الصيني». قال جميل أندرليني، محرر في الفاينانشيال تايمز ، إن مفهوم «العرق الصيني» يشمل اسميًا 56 عرقًا معترفًا بها رسميًا (بما في ذلك التبتيون والأويغور) في الصين، ولكنه «مفهوم عالميًا تقريبًا على أنه يعني أغلبية مجموعة عرقية الهان، الذين يصنعون أكثر من 90 في المائة من السكان». وقال إن مثل هذه الأفكار القائمة على العرق مرتبطة ارتباطًا وثيقًا بتاريخ القرن العشرين والاستعمار الأوروبي السابق.